# اودالن ۳۱
اودالن ۳۱ (انگلیسی: Ådalen 31) فیلمی در ژانر درام به کارگردانی بو ویدربرگ است که در سال ۱۹۶۹ منتشر شد. این فیلک در بیست و دومین جشنواره فیلم کن برنده جایزه بزرگ شده است.